# غلين دبليو. بورتون
غلين دبليو. بورتون (بالإنجليزية: Glenn W. Burton)‏ هو أحيائي أمريكي، ولد في 5 مايو 1910، وتوفي في 22 نوفمبر 2005 في تيفتون في الولايات المتحدة.